# Șceastea
Șceastea (în ucraineană Щастя) este un oraș raional din raionul Novoaidar, regiunea Luhansk, Ucraina. În afara localității principale, nu cuprinde și alte sate.

## Demografie
Componența lingvistică a orașului Șceastea
     Rusă (87,98%)
     Ucraineană (11,23%)
     Alte limbi (0,06%)
Conform recensământului din 2001, majoritatea populației orașului Șceastea era vorbitoare de rusă (87,98%), existând în minoritate și vorbitori de ucraineană (11,23%).